# La Famille Ours
 (juillet 2020).
Si vous disposez d'ouvrages ou d'articles de référence ou si vous connaissez des sites web de qualité traitant du thème abordé ici, merci de compléter l'article en donnant les références utiles à sa vérifiabilité et en les liant à la section « Notes et références ».
Pour les articles homonymes, voir The Berenstain Bears.
Ne doit pas être confondu avec La Famille Berenstain ou Une famille Ours au Far West.
La Famille Ours, ou Les Oursons Berenstain au Québec (The Berenstain Bears) est une série télévisée d'animation américano-australienne en 52 épisodes de 11 minutes produite par Stan et Jan Berenstain et diffusée entre le 14 septembre 1985 et le 7 mars 1987 sur CBS, et sur Network Ten en Australie. La série est basée sur les romans de Stan et Jan Berenstain.
En France, la série est diffusée à partir de 1987 sur Canal+, puis en clair en 1989 sur FR3 et plus tard sur M6 dans Graffi'6. Et au Québec à partir du 2 décembre 1991 sur Canal Famille.
Une seconde série, intitulée La Famille Berenstain (The Berenstain Bears), a été diffusée en 2003.

## Synopsis
L'histoire d'une famille d'ours anthropomorphiques qui vit dans un arbre.

## Distribution

### Voix originales
- Brian Cummings : Papa Ours
- Ruth Buzzi : Maman Ours et la reine Nectar
- Christina Lange : Praline
- David Mendenhall : Moka
- Frank Welker : Pat l'Épate et voix additionnelles

### Voix françaises
- Raoul Delfosse : Papa Ours
- Nelly Benedetti : Maman Ours
- Damien Boisseau puis Ludovic Baugin : Moka
- Barbara Tissier : Praline
- Marc François : Pat l'Épate
- Claude Chantal : la reine Nectar

## Épisodes

### Saison 1
1. Le Concours de cerf-volant (Go Fly a Kite)
2. La Citrouille (The Trojan Pumpkin)
3. La Vieille Demeure hantée (The Spooky Old Mansion)
4. La Pizza volante (The Fly Away Pizza)
5. La Grotte de la chauve-souris (The Giant Bat Cave)
6. Un miel vraiment sauvage (The Wild Wild Honey)
7. Le Nouveau Voisin (The Neighborly Skunk)
8. La Citrouille manquante (The Missing Pumpkin)
9. L'Anniversaire (Too Much Birthday)
10. Au secours (To the Rescue)
11. Le Champion (The Soccer Star)
12. La Rivière (Shoot the Rapids)
13. Un chevalier qu'on n'oublie pas (Knight to Remember)
14. La Super Super Coupe (The Super Duper Bowl)
15. Le Trésor caché (The Not So Buried Treasure)
16. L'Arbre condamné (The Condemned Backscratcher)
17. Titre français inconnu (Kong for a Day)
18. Titre français inconnu (Blaze a Trail)
19. Titre français inconnu (No Girls Allowed)
20. Titre français inconnu (The Missing Dinosaur Bone)
21. Titre français inconnu (The Spookiest Pumpkin)
22. La danse des abeilles (The Dancing Bees)
23. Titre français inconnu (Learn About Strangers)
24. Qui a volé le miel de papa ? (The Disappearing Honey)
25. Terreurs (In the Dark)
26. Épreuve de force (Ring the Bell)

### Saison 2
1. Le Grand Nettoyage (The Messy Room)
2. Le Terrible Termite de Tasmanie (The Terrible Termite)
3. Les Bonnes Manières (Forget their Manners)
4. Le Calme avant la tempête (The Wicked Weasel Spell)
5. Faute avouée (The Truth)
6. Sauvez les abeilles (Save the Bees)
7. Les Ours de mauvais poil (Get in a Fight)
8. Titre français inconnu (The Bigpaw Problem)
9. Titre français inconnu (Get Stage Fright)
10. Titre français inconnu (Go Bonkers over Honkers)
11. Titre français inconnu (The Great Honey Pipeline)
12. Titre français inconnu (The Great Grizzly Comet)
13. Titre français inconnu (The Sun-Fire Bait)
14. Titre français inconnu (The Cat's Meow)
15. Titre français inconnu (The Trouble with Friends)
16. Titre français inconnu (The Coughing Catfish)
17. Titre français inconnu (The Substitute Teacher)
18. Titre français inconnu (The Mystery Mansion)
19. Titre français inconnu (Bust a Ghost)
20. Titre français inconnu (The Ice Monster)
21. Titre français inconnu (The Crystal Ball Caper)
22. Titre français inconnu (The Raid on Fort Grizzly)
23. Titre français inconnu (The Forbidden Cave)
24. Titre français inconnu (The Hot Air Election)
25. Quand le chat n'est pas là (Life with Papa)
26. Titre français inconnu (Save the Farm)